# نووصوفیفکا
نووصوفیفکا (انگلیسی: Novosofiyevka) یک شهرک در شهرستان فیودوروفسکی استان باشقیرستان کشور روسیه است.